# Stazione di Napoli San Giovanni-Barra
Napoli San Giovanni-Barra è una stazione della linea 2 del servizio ferroviario metropolitano di Napoli, della quale ne è capolinea. Essa serve San Giovanni a Teduccio, quartiere periferico orientale di Napoli. Continua il suo percorso come parte della ferrovia Napoli-Battipaglia.

## Storia
Aperta alla fine del XIX secolo, il 28 novembre 1909 venne attivato il nuovo fabbricato viaggiatori in sostituzione del vecchio. Nei primi anni 2000 è stata interessata da consistenti lavori di  ammodernamento, terminati nel 2010. I nuovi marciapiedi sono stati ricollocati ad un centinaio di metri (in direzione Napoli) rispetto a quelli originali, nel sito del vecchio scalo merci, dismesso a fine anni '90. L'ingresso in stazione, che avviene sempre da Piazza San Giovanni Battista, dov'è sito il vecchio fabbricato viaggiatori, porta ad un ampio parcheggio ed ai marciapiedi. A lato della stazione è situato il deposito tranviario, nonché la fermata capolinea, di San Giovanni a Teduccio. Il parcheggio in realtà non è mai stato aperto al pubblico, pur essendo un utile interscambio treno-auto per raggiungere il centro e la periferia ovest della città.

## Movimento
Dal 14 dicembre 2014 la stazione funge da capolinea per i treni metropolitani della linea 2 della Metropolitana di Napoli.

## Servizi
La stazione dispone di:
- Fermata tram
- Fermata filobus
- Fermata autobus